# Запорожки казаци
Запорожки казаци (на украински: Запорозькі козаки) са формирано общество в равнините край Днепър, което живее в областта Запорожие, днес Централна Украйна. Сформират се през XV век от избягали крепостни селяни, занаятчии, свещеници, лишени от сан, а също и авантюристи от обеднялата аристокрация в Жечпосполита.
Тяхната квазидържава се нарича Запорожка Сеч.

## Етимология
Етимологията на името им, както и това на областта Запорожие, идва от местността, в която се намират укрепленията на казаците. Транскрибирано от украински на български за („зад“) и порожие (от порог – „праг“), т.е. „земя зад, отвъд праговете“, имайки предвид речните прагове на Днестър, Западен с Южен Буг и Днепър.
През 1553 – 1554 г. украинският магнат Дмитро Вишневецки, или още познат като Байда, събира разпръснатите казашки отряди и основава Запорожката сеч на остров Мала Хортиця, където построява и крепост, служеща за защита от татарите. Вишневецки прави няколко похода със своите казаци, като напада турците и кримските татари, но накрая, връщайки се в Украйна се забърква в молдовски проблеми и молдованите коварно го предават в ръцете на турците. И въпреки че Байда бива убит в Константинопол през 1563 г., делото на сфомираното общество продължава да процъфтява.
Жени и деца не биват допускани, защото се смятат за излишни. При мъжете пък стига единственото условие да бъдеш християнин. Те имат и свободното право да се присъединят или напуснат своето общество по всяко време.
Запорожката сеч действа като суверенна държава, която влиза във войни и поддържа свои външни отношения. Казаците не могат да бъдат управлявани. Те живеят по своите традиции и обичаи, формирали се през поколенията. Равноправни са, но в съвещанията им често побеждава страната, която крещи най-много. Техните водачи (хетман или атаман, есаули, писар, обозни и съдия) много лесно се избират и също толкова лесно се свалят от дадената им позиция.
По време на походите им старшинският състав се ползва с абсолютна власт и дори е свободен да прилага смъртно наказание, но в мирно време властта му е ограничена.
Запорожците наброяват 5000 – 6000 души, от които 10% се редуват на позицията при заслона, докато другите са на поход или се занимават с мирен труд.
Стопанството им разчита на лов, на риболов, на пчеларство, на добиване на сол в устието на Днепър, а също и на търговия.
През XVI, XVII и началото на XVIII век запорожките казаци са силна политическа и военна сила, която оспорва властта на Полша и Литва (в Жечпосполита), Османската империя и нейното васално Кримско ханство, противопоставяйки се дори на руския цар.
Запорожките казаци първоначално образуват Запорожка сеч, прераснала след въстанието на Богдан Хмелницки в хетманата Вийско Запорожке. След серия конфликти и политически съюзи със съседите си, запорожките казаци са интегрирани в края на XVIII век в състава на Руската империя. Благодарение на многобройните им победи, те поддържат увереността си в своите сили и дори турският историк от XVII в. Найма казва „Със сигурност можем да твърдим, че на света няма хора, които по-малко да се безпокоят за живота си и по-малко да се страхуват от смъртта от тези... Познавачите на военното дело твърдят, че тези клетници поради своята храброст и умение нямат равни на целия свят в морските битки“.
През 1620 г. цялото Запорожко казачество, предвождано от Петро Сагайдачни, влиза в Киевското братство и по този начин се обединяват военната сила и политическите тесни черковни и културни кръгове. Така Запорожката сеч заявява своята подкрепа към религиозните и културни нужди на Украйна.
През 1625 г. след недоволство, изказано от поляците, поради факта, че казашкото общество се смята за държава в държавата и създава вътрешни размирици, кралят изпраща срещу Запорожка сеч осемхилядна войска, водена от Станислав Конецполски. Запорожците го посрещат с шестхилядна армия начело с Марко Жмайло. Жмайло не се задържа много на хетманския пост и след няколко неуспешни битки бива сменен от Михайло Дорошенко.

## Битките на запорожките казаци
Походите на казаците често са с практически цели като например да увеличат печалбите си, грабейки от турските градове и да изтласкат татарите колкото се може по-далеч от запорожките селища.
Видни казашки хетмани са Петро Сагайдачни, Богдан Хмелницки и Михайло Дорошенко.
Повечето им нападения срещу татарите се осъществяват по море като казаците построяват флотилия от 40 до 80 дълги тесни лодки, наречени чайки, в които има място за около 60 души. Промъкват се незабелязано покрай отоманските крепости по устието на Днепър и атакуват турските укрепления по Черноморието.
През 1538 г. е първото им известно нападение, когато казашката флотилия частично разрушава турската крепост Очаков.
Следващите години походите им зачестяват и Запорожката сеч си спечелват гръмка слава.
Между 1600 г. и 1620 г. може да се каже, че е доста успешен период за тях:
- 1600 г. – опустошават Варна, където се намира най-силната турска крепост по Черноморието;
- 1601 г. – близо двехиляден украинския отряд взема участие в Ливонската кампания;
- 1605 г. и 1609 г. – запорожците вземат участие в полската интервенцията срещу Москва;
- 1608 г. – в ръцете им пада Перекоп;
- 1609 г. – ограбват Килия, Измаил и Акерман;
- 1614 г. – атакуват Трапезунд;
- 1615 г. – 80 чайки пред очите на султана и 30 000-на войска проникват през Константинополското пристанище, успяват да го изгорят и да избягат. През 1620 г. повтарят нападението.
- 1616 г. – завземат Кафа и освобождават хиляди пленници.

През 1621 г. казаците се включват във войната между Полша и султан Осман II край Хотин, подкрепяйки полските войски с 40 000 запорожци, предвождани от хетман Сагайдачни. Когато се връщат в Украйна, обаче, се появяват разногласия, защото казаците нямат никакви намерения да се превърнат обратно в крепостни селяни, а полската шляхта не желае да ги регистрира и да ги превърне в платена армия. Повечето от казашката войска се връща по градовете и селата, но има и част, която си остава в Запорожка сеч.

## Използвани източници:
1. Субтелни, Орест. Украйна: история. София, 1995.